# 스핑크스 (고양이)
스핑크스(Sphynx)는 단모종 (털이 짧은) 고양이의 품종 중 하나로 1998년, CFA에 잡종부문으로 등록되었다. 큰 눈과 귀가 특징이며, 추위나 더위에 약하다. 털이 없는 대신, 피부에 유분기가 있다. 그 이유는 털이 없어 털 대신 자신의 피부를 보호하기 위해서이다. 털이 없어 다른 고양이들과는 다르게 주름이 잘 보인다. 대부분 주인에게 애교가 많으며 다른 고양이들과 다르게 야생성이 없다. 모습이 스핑크스와 모습이 비슷하여 이름이 스핑크스이다.

## 분류
스핑크스 고양이는 보통 두 종류로 나뉘는데, 캐나다가 고향인 캐너디언 스핑크스 와 러시아, 북유럽 등지의 돈 스핑크스(돈스코이)라는 종류가 있다. 이 두 종류의 고양이는 전문가가 아니면 얼핏 보아서는 분간하기가 조금 어려울 정도로 닮아 있다. 국내에서는 보통 캐너디언 스핑크스를 조금 더 품종묘 가치가 있다고 인정하는 분위기이고, 실제 거래가격도 비싼 편이다.

## 개요
넓은 의미로 스핑크스 고양이는 털이 없는, 즉 무모 종의 고양이로 분류되는데, 이런 무모종의 고양이는 스핑크스 이외에도 데본렉스 와 코호나 라는 고양이가 대표적으로 꼽힌다. 하지만 "털이 없다."라는 기준만 놓고 보면 좀 모호한 부분이 있는 것이,  캐너디언 스핑크스는 완전히 털이 없는 무모가 아니라 얼핏 보아서는 털이 없는 것처럼 보이지만 실제로 자세히 들여다보면 몸 전체에 마치 복숭아처럼 0.5mm 이하의 아주 잔 솜털이 촘촘히 나 있다.
또한 몸의 일부분 예컨데 보통은 얼굴의 콧등 주위와 손, 발의 말단 부분, 꼬리부분 등에는 그냥 눈으로 보아도 인식이 될 정도로 0.5~2mm 정도의 잔털이 보이는 경우도 있다. 그러나 다른 품종의 고양이와는 비교할 수 없을 정도로 눈에 보이는 털이 없기 때문에 보통은 무모로 인식하기 쉽고, 실제로 털 빠짐도 거의 없는 편이다.

## 기원
캐너디언 스핑크스 고양이의 발생기원에 대해서는 여러 가지 설이 있다. 애초에 털이 없는 고양이가 발견된 곳이 여러군데 이기 때문이다.
기록을 보면 1902년 멕시코를 시점으로 여러 군데에서 털이 없는 고양이가 발견된 기록이 보이나, 공식적인 기록은 다음의 두 가지 설로 압축된다.
짧은 털을 가진 고양이들은 2차례 자연적 돌연변이를 일으켜 생겨났다.
첫번째 돌연변이 발생은 미국 미네소타주 와디너의 어느 농장에서 떠돌이 고양이 ‘제자벨’이 털이 없는 암컷 새끼 고양이인 ‘에피더미’를 출산했을 때 일어났다. 그 다음 해에는 제자벨은 털 없는 다른 고양이 암컷을 다시 출산했고 이 고양이에게는 ‘더미스’라는 이름이 붙여진다.
이 새끼 고양이들은 오리건주 티가트에 있는 Z.스타더스트 사육장의 짐 뮈스키 에게 보내져 사육된다. 오늘날 고양이 혈통서를 보면 ‘에피더미스’라는 이름이 기록된 스핑크스가 많은데 이로 미루어 볼 때 이 두 고양이가 스핑크스의 품종 형성에 중요한 역할을 했다는 사실이 짐작된다.
두번째 돌연변이의 발견은 1966년에 캐나다 온타리오 주의 토론토에서 ‘엘리자베스’라는 이름의 집 고양이가 털이 없는 새끼를 한 마리 낳으면서 시작된다. 이 새끼고양이는 ‘푸룬’ (말린 자두의 쭈글쭈글한 모양과 흡사해서 붙은 이름 )이라는 이름이 주어졌으며, 이를 우연히 발견한 전문 브리더에 의해 교배 육종되기 시작했다.
1978년에는 털이 없는 수컷 새끼 고양이 1마리와 암컷 새끼 고양이 2마리가 토론토 거리에서 구조되었으며, 오늘날 캐나다와 일부 유럽에서는 이를 스핑크스의 기원으로 보기도 한다,
위의 조사자료를 토대로 짐작해보면 자연 발생지역 두 군데가 모두 북미 대륙인 것으로 미루어 캐너디언 스핑크스의 기원은 북미 대륙에서부터라고 보는 것이 타당할 것이다.

## 외형
스핑크스는 중형의 고양이로서 세미포린 체형이다. 세미포린 형의 고양이는 다소 작지만 근육이 발달되고 운동신경이 좋아 보이는 체형으로서 아비시니안 고양이가 대표적이다.
움직임이 부드럽고 시원시원해서 고양이의 민첩함이 잘 드러나는 체형이다. 비만이 아닌 한 보통은 2.5~5kg 정도의 체중을 가진다.
스핑크스의 얼굴은 큰 귀 때문에 길이에 비해 폭이 넓어 보이는 편이다. 윤곽은 부드럽고 광대뼈가 튀어나와 있다.
주둥이는 강하고 둥글며 수염자리에 브레이크가 있으나, 수염이 없는 아이도 있다. 머리에 비해 엄청나게 커 보이는 귀는 위로 똑바로 솟아 있으며, 얼굴은 정면에서 바라보았을 때 위가 넓은 역삼각형의 모양이다.
특히 이마에 주름이 잡혀있어 뭔가 걱정이 많은 듯한 특유의 노인네 같은 표정이 된다. 골격의 뼈가 가늘지만 연약하진 않으며 근육이 잘 발달되어 있다.
주름진 피부는 고운 솜털로 덮여 있으며 주둥이, 귀 뒤와 꼬리에 짤막한 털이 약간씩 나 있기도 하다. 특히 머리와 몸통에 주름이 많고 피부 색소가 있는 데다가, 솜털이기 때문에 몸의 피부색이 아주 뚜렷하게 보인다. 널찍한 가슴과 배 부분은 오크통에 가까운 형태로 둥글고 볼록해 보이지만 비만으로 보일 정도는 아니며,  발가락이 길고 다른 품종에 비해 발바닥 살이 두텁다.
스핑크스 고양이를 보면 피부를 만져보고 싶은 생각이 든다는 사람이 많다. 스핑크스 고양이를 실제로 만져보면 빌로드 천을 만지는 느낌처럼 매끄럽다. 또한 솜털이 매우 짧아 체온이 사람의 손에 그대로 전달되어 다른 고양이들 보다 체온이 2~3도 더 높게 느껴진다.
대개 스핑크스종의 새끼 고양이는 성묘에 비해 더욱 촘촘한 털 숱을 갖고 태어나지만, 이들이 성장해 감에 따라 털 숱은 점점 적어진다.  또한 새끼는 성묘보다 주름이 좀 더 가늘고 많다.
보통은 단색으로서 깨끗한 분홍색상이 소위 올핑크라 하여 선호대상 1순위 이나, 얼룩 무늬나 기타 여러 가지 색상과 패턴이 골고루 태어나며, 이는 모두 공인된다.

## 성격
스핑크스 고양이를 처음 대하는 사람들의 시선은 보통 극단적으로 나뉜다.
그 이유는 처음 접했을 때 여타 다른 고양이들과 너무나도 차별화되는 외모에 있다.
어떤 사람은 너무 신기하고 재미있으며, 뭔가 다른 귀여움이 있다고 하는 반면에, 어떤 사람은 징그럽다, 외계 생물 같다는 등 극명한 반응을 보이기 쉽다. 하지만 스핑크스 고양이와 조금이라도 친해지고 나면 이런 생각은 곧 바뀌게 될것이다.
다른 고양이와 차별되는 스핑크스 고양이의 대표적인 특징은 사람과의 친화력이다. 이 종은 다른 종들처럼 사람과 일정한 거리를 두는 예가 드물 정도로 사람을 좋아하며 잘 따른다.
호기심이 많아 이곳 저곳 기웃 거리기를 잘 하는 것은 물론, 사람의 손끝이나 몸 위 등에서 장난하면서 사람을 친구삼아 놀이를 서슴지 않는다. 상냥하고 민첩하며, 특히 다른 고양이에 비해 사람의 말귀를 알아듣는 능력이 좋아서 주인의 기분이나 상황에 따라 눈치있게 움직이는 머리 좋은 고양이이다. 때문에 어렸을 때부터 키우면 흔히 말하는 “개냥이”, “이불냥이”가 될 소질이 제일 많은 종이기도 하다.
발정기의 콜링 목소리도 그리 심한 편이 아니고, 여러 마리의 다른 고양이와 같이 키워도 비교적 사이가 좋아 크게 문제를 일으키지 않는다.
또한 다른 고양이들에 비해 특별한 이유가 없는 한 주인에게 발톱질을 한다던가 적대감을 표시하는 예가 드물고 매우 사교적이다. 특히 아이들에게 특별히 위험하지 않은 편이라 반려묘로 키우기에는 매우 많은 장점을 가지고 있다.

## 관리 방법
스핑크스 고양이는 장점이 많은 고양이인 반면에 키우면서 신경써야 할 일도 많다.
첫째로 털이 없다 보니 외부 기온 변화에 민감하고, 때문에 감기에 취약하다. 때문에 실내에서 키우는 것이 좋고, 보온에 신경을 써야 한다.  또한 모든 피부가 노출되어 있다 보니 외부 자극, 예를 들어 다른 고양이와의 심한 장난 등에 따른 상처를 입기가 쉬워 이 점에도 유의하여야 하며, 그래서 스핑크스 고양이를 키우는 사람들은 대부분 고양이 전용의 옷을 입히기도 한다.
둘째로 캐너디언 스핑크스는 장 질환에 조금 민감한 편이다. 이 종을 어려서부터 키우는 사람은 자신의 스핑크스 고양이에게 맞는 사료를 찾아내어, 이를 통해 고양이를 건강하게 보살필 수 있도록 항상 유의하여야 하고, 고양이에게 해로운 음식이나 사람이 먹는 음식, 여타 다른 음식을 급여하지 않는 것이 중요하다.
셋째로 스핑크스 고양이는 피부에서 분비되는 지방분의 기름을 흡수해 줄 털이 없다 보니 몸에 기름기가 많아 져서 쉽게 때가 끼는 경우가 많고, 귓속의 기름귀지, 손 발톱 사이의 기름찌꺼기 등이 많이 생기므로 이를 처리해 주어야 한다. 때문에 정기적으로 전신 목욕과 귀, 손 발톱 틈새 청소를 해 주는 것이 좋다.
넷째로 모든 반려동물을 키우면서 공통적으로 유의하여야 할 사항이지만, 특히 스핑크스 고양이는 거주 환경이 지저분하면 피부 노출이 원인이 되어 피부병이 생기기 쉬우므로 항상 환경을 깨끗이 하는 것이 좋다.

## 사회의 영향
스핑크스고양이는 SBS TV의 TV 동물농장에서 해당 가정집을 비워둔 애니멀 호더에 의해 방임, 유기 따위를 일으켜져서 문제를 제기하고 있는 사례가 있다. 그러나 TV 동물농장을 시청하는 누리꾼들의 질타 및 항의 따위를 받게 되는 등 사회적 혼란까지 가중되기도 하고 있다. 그러나 단가도 역시 최소 50만원에서 최대 200만원으로 설정되어 있는 등 고양이 품종 치고는 매우 희귀한 종류로 드러나고 있는 것으로 보인다. 이와 같이 동물을 방임되어 있는 사례가 지속되면서 이에 따른 냄새로 인한 민원 수요가 폭탄 수준에 이를 정도로 드러나는 등 한계까지도 올라가는 부작용이 생길 수도 있던 것으로 전하고 있다.

## 같이 보기
- 돈스코이 (고양이)
- 고양이의 품종 목록